# Влечугоподобен хуманоид
Влечугоподобните хуманоиди са същества от митологията на всички народи в Азия, Америка, Европа и Австралия.
В наши дни тези хуманоиди се срещат в научната фантастика, фентъзи романите, считани са за НЛОнавти (екипажа на НЛО), криптозоологията, уфологията и киното.
Влечугоподобните извънземни са наричани още Динозавроиди, Гущероиди, Хора-влечуги и Змиехора.

## Влечугоподобните извънземни в митологията
В митовете и легендите на народите по цял свят се говори за боговете, които слезли на земята и приличали на змии. Те пристигнали със своите странни превозни средства, които древните не познавали. Във фолклора на народи от цял свят се разказва за анунаките, които научили хората на всичко от това как да обработват земите си до това как се водят войни.

### Азия
В Индия се говори за Нага (नाग), което е същество живеещо под земята и приличащо на змия. В индийските текстове от древността се говори дори за вида Сарпа (सर्प)
В Китай, Япония и Корея се говори за Драконовите царе. Това били хора, които били наполовина дракони и произлезли от семейството на драконите.

### Австралия
Във фолклора на маорите и аборигените има истории за змиехора, които слизали от звездите, за да наблюдават как живеят хората.

### Африка
Догоните говорят за вид божества, слезли от звездите. Те дошли от Сириус, според този народ от Африка. В своите митове, те говорят за същества, които ги научили на земеделие и занаят, а и на астрономия и други науки.

### Америка
В Доколумбова Америка живеели маите и ацтеките, които имали в своя фолклор разкази за същества, слезли от звездите и приличащи на змии.
В джунглите на Бразилия, индианците от племето кайапа, говорят за Беп-Коророти, който също слязъл от звездите и бил получовек, полузмия.

### Европа
Кекропс I, митичният първи крал на Атина е бил получовек, полузмия. Това е илюстрирано на Пергамонския олтар в Пергам. Друг случай на получовек, полувлечуго е срещата на ламята в някои митове и легенди в Европа. Ламята представлявала хибрид между змия и жена.

### Библията
В Библията в книга Битие Бог наказва змията да се влачи в прахта, което подсказва че някога тя е имала крака. Според изследователи на Библията и уфолози, става въпрос точно за змийския народ, който живеел някога на Земята.

## Влечугоподобни извънземни в криптозоологията
Според криптозоолозите, ако динозаврите бяха доживели до наши дни еволюцията щеше да ги промени до същества, които те наричат Динозавроиди.
Криптозоолозите смятат, че в Калифорния живее Човекът гущер, който е точно динозавроид. Друго същество, за което се счита, че е от вида на влечугоподобните хуманоиди е Чудовището от езерото Тетис, Канада.

## Влечугоподобни извънземни в уфологията
Според уфолозите, тези същества са извънземен вид, който според тях обитава системата Alpha Draconis. Уфолозите наричат тези същества анунаки и смятат, че те са древните астронавти, които са научили хората на всичко най-потребно, за да оцелее видът.